# Birds (utwór muzyczny Anouk)
Birds – utwór holenderskiej wokalistki Anouk, wydany w 2013 i umieszczony na jej albumie pt. Sad Singalong Songs. Piosenkę napisała wraz z Martinem Gjerstadem i Torą Johanssonem.
Utwór reprezentował Holandię podczas 58. Konkursu Piosenki Eurowizji w 2013.
15 maja 2013 opublikowano oficjalny teledysk do piosenki.

## Historia utworu
Utwór napisała Anouk we współpracy z Martinem Gjerstadem i Tore Johanssonem, który zmiksował singel. Za mastering odpowiedzialny był Morten Bue, a okładkę singla zaprojektował Pablo Delfos.

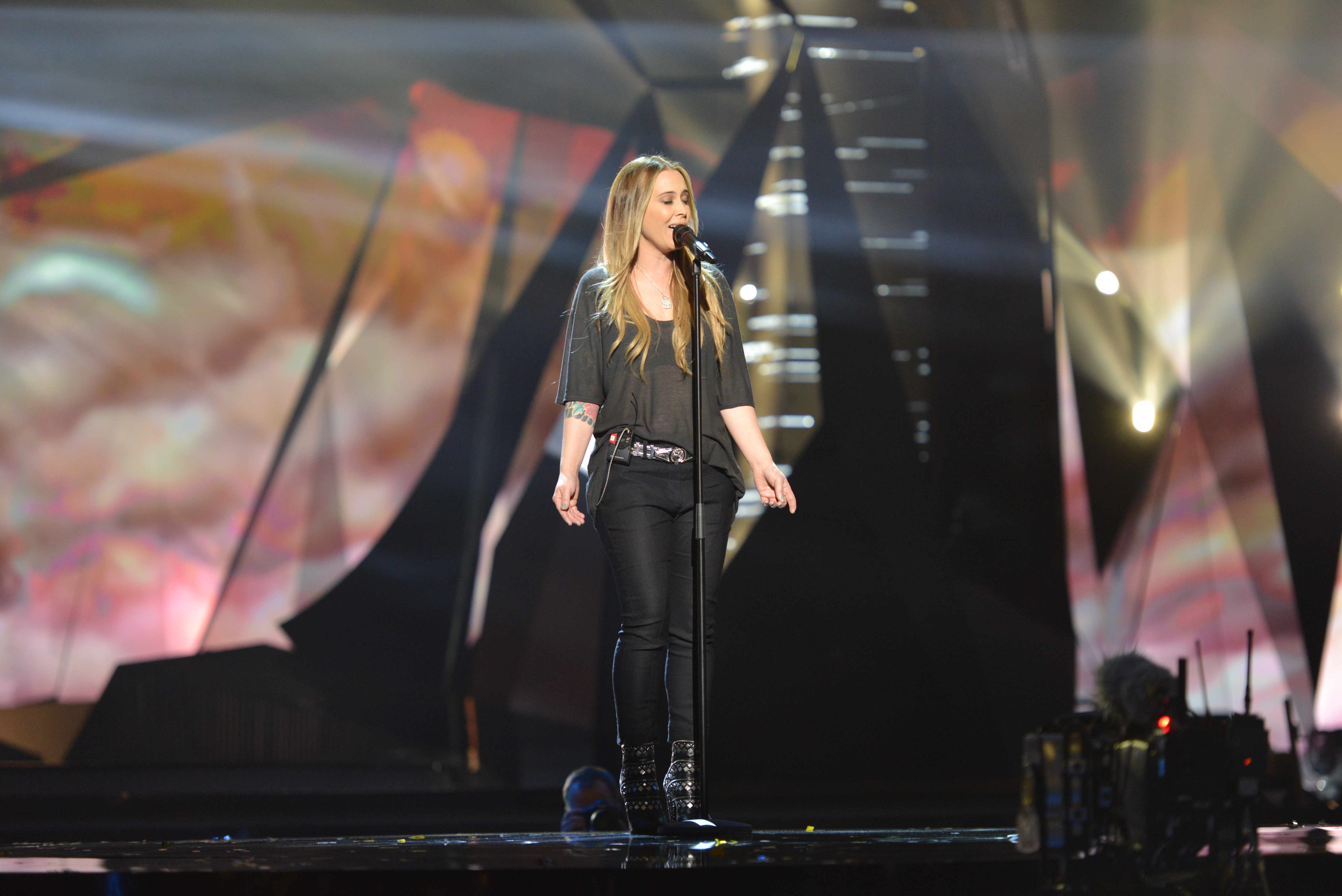
Anouk w trakcie wykonania „Birds” podczas 58. Konkursu Piosenki Eurowizji, maj 2013

17 października 2012 Anouk potwierdziła, że została wewnętrznie wybrana na reprezentantkę Holandii w 58. Konkursie Piosenki Eurowizji organizowanym w Malmö. Konkursowy utwór „Birds” zaprezentowała premierowo w lutym 2013. 14 maja zaśpiewała go w pierwszym półfinale Eurowizji i awansowała z nim do organizowanego cztery dni później finału, w którym zajęła dziewiąte miejsce po zdobyciu 114 punktów.

## Wydanie na albumach
| Album                                | Data             | Wytwórnia                      | Format | Nr katalogowy | Nr utworu | Źródło |
| ------------------------------------ | ---------------- | ------------------------------ | ------ | ------------- | --------- | ------ |
| Sad Singalong Songs                  | 17 maja 2013     | Goldilox Music Universal Music | 1 CD   | 373 724-9     | 3         | [ 10 ] |
| Eurovision Song Contest - Malmö 2013 | 29 kwietnia 2013 | Universal                      | 2 CD   | 373 575 2     | 11 (2CD)  | [ 11 ] |

## Lista utworów
Digital download
1. „Birds” – 3:23

CD single (Universal M27611)
1. „Birds” – 3:23
2. „Stardust” – 3:31

## Nagrywanie
Poszczególne instrumenty w utworze nagrali:
- Śpiew: Anouk
- Chórek: Vilma Johansson
- Gitara: Pontus Söderqvist
- Bas, perkusja: Tore Johansson
- Keyboard, dzwonki, instrumenty strunowe: Martin Gjerstad
- Wiolonczela: Amelia Jakobsson Boyarsky
- Harfa: Pia Rosengren
- Puzon: Niklas Fransson
- Trąbka, róg: Petter Lindgård
- Altówka, skrzypce: Filip Runesson

## Notowanie na listach przebojów
| Kraj            | Lista (2013)        | Najwyższa pozycja |
| --------------- | ------------------- | ----------------- |
| Holandia        | Mega Single Top 100 | 1                 |
| Holandia        | Dutch Top 40        | 3                 |
| Szwecja         | Top 60 Singles      | 3                 |
| (Flandria)      | Ultratop 50 Singles | 12                |
| Finlandia       | Top 30 Singles      | 22                |
| (Walonia)       | Ultratop 50 Singles | 24                |
| Islandia        | Top 30 Singles      | 25                |
| Niemcy          | Top 100 Singles     | 49                |
| Irlandia        | Top 100 Singles     | 71                |
| Austria         | Singles Top 75      | 74                |
| Wielka Brytania | Singles Top 200     | 158               |

## Certyfikaty
| Kraj     | Region | Certyfikat | Sprzedaż |
| -------- | ------ | ---------- | -------- |
| Holandia | NVPI   | Platyna    | 20 000   |